# Nupserha subpuncticollis
Nupserha subpuncticollis là một loài bọ cánh cứng trong họ Cerambycidae.